# Киртадзе, Демури Григорьевич
Киртадзе Демури Григорьевич (род. 31 мая 1949, с. Хомули, Цхалтубский район, Грузинская ССР) — доктор медицинских наук, профессор ангиохирург, заслуженный врач Российской Федерации, член Общественного совета МВД РФ (2011 — по н.в.), действительный член медико-технической Академии, член Международного союза ангиологов.

## Биография
Киртадзе Демури Григорьевич родился 31 мая 1949 года в с. Хомули, Цхалтубского района Грузинской ССР.
С отличием окончил Первый Московский медицинский институт им. И. М. Сеченова по специальности «Лечебное дело» в 1974 году.
С 01.08.1974 г. по 30.06.1975 г. проходил подготовку в интернатуре на базе «Московской городской клинической больницы № 20» по специальности «Хирургия».
С 1975 г. по 1978 г. работал врачом — травматологом в городской клинической больнице № 13.
С 1978 г. по 1980 г. работал старшим лаборантом кафедры общей хирургии Первого Московского медицинского института им И. М. Сеченова, затем с 1980 г. по 1988 г. назначен младшим научным сотрудником той же кафедры.
С 01.10.1984 г. по 01.11.1985 г. окончил аспирантуру при Московском медицинском институте.
Решением Совета в I-ом Московском медицинском институте им. И.М. Сеченова от 15 октября 1984 г. (протокол № 2) Киртадзе Д. Г. присуждена ученая степень «Кандидата медицинских наук».
С 1988 г. по 1989 г. работал в городской поликлинике № 78 заведующим консультативно хирургическим отделением.
С 1989 г. по 1990 г. выполнял обязанности заведующего 4-м поликлиническим отделением МЧС № 47.
С 1990 г. по 1991 г. являлся ассистентом кафедры хирургических болезней Московского медицинского стоматологического института.
В 1991 году назначен главным врачом Госпиталя для ветеранов войн № 1, одновременно являясь профессором кафедры хирургических болезней с курсом ангиологии МГСУ им Н. А. Семашко.
Решением Высшего аттестационного комитета Российской Федерации от 06.10.1995 г. № 41д/5 Киртадзе Д. Г. присуждена ученая степень «Доктора медицинских наук».
Итогом его научно-практической работы стала защита докторской диссертации в 1995 году.
22.05.1997 г. Д. Г. Киртадзе избран действующим членом медико-технической академии. Является членом Международного союза ангиологов.
01.09.1997 г. присвоено звание «Заслуженный врач РФ».
22.07.1998 г. Решением Министерства общего и профессионального образования Российской Федерации № 386-н Киртадзе Д. Г. присвоено ученое звание профессора по кафедре хирургических болезней.
Им было опубликовано 365 научных работ, получивших всеобщее признание и практическое применение. Д. Г. Киртадзе является автором «Оригинальных методов оперативных вмешательств при патологии желчных путей (миниинвазивные вмешательства), аневризмы аорты и синдрома Лериша — операции через мини-доступ»; «Выбор метода лечения хронической артериальной недостаточности в пожилом возрасте»; «Критическая ишемия нижних конечностей у больного пожилого и старческого возраста. Отдаленные результаты лечения»; «Хирургические методы лечения критической ишемии при диабетической ангиопатии» и многих других. Имеет удостоверение на рационализаторское предложение, авторское свидетельство на изобретение — «Способ внебрюшинного доступа в забрюшинное пространство» (авт. св-во № 151692 от 23.10.1989 г.).
С 2017 года по настоящее время занимает должность Президента Государственного бюджетного учреждения здравоохранения города Москвы «Госпиталь для ветеранов войн № 1 Департамента здравоохранения города Москвы».
Свою руководящую деятельность Киртадзе Д. Г. начал с улучшения лечебно-диагностического процесса в Госпитале, привлекая ведущих специалистов медицинских вузов г. Москвы.
Госпиталь является базой кафедры хирургических болезней с курсом ангиологии МГСУ им. Н.А. Семашко; кафедры госпитальной терапии ММА им. И.М. Сеченова; кафедры кардиологии РМАПО; Университетской клиники эндоскопической урологии, факультетской хирургии, нервных болезней и нейрохирургии Российского Университета Дружбы Народов; Российского научно — практического центра аудиологии и слухопротезирования Федерального медико-биологического агентства.
За время работы в Госпитале он сумел поставить на высокий уровень хозяйственную работу. За этот период был выполнен капитальный ремонт хирургического корпуса без закрытия коечного фонда, открыт терапевтический корпус, который в течение 15 лет был долгостроем, проведен капитальный ремонт пищеблока с полным переоснащением современным оборудованием. Реконструирован подземный переход, начат капитальный ремонт неврологического корпуса. Д. Г. Киртадзе успешно сочетает организаторскую деятельность с научной работой.
В 2001 году Госпиталь награждён дипломом и почётной грамотой Правительства Москвы за первое место в конкурсе «Московский дворик-2001» в номинации «Самая благоустроенная территория объекта здравоохранения».
Будучи высококвалифицированным специалистом и талантливым организатором Д. Г. Киртадзе привлёк на работу в Госпиталь сотрудников высшего класса, оснастил отделения современной лечебно-диагностической аппаратурой, что позволило значительно улучшить качественные показатели работы учреждения.
Освоены и внедрены в практику УЗ-допплерографическое исследование сосудов, баллонная ангиопластика и рентгенэндоваскулярная пластика сосудов, эндоскопические методы в хирургической практике, исследование агрегации тромбоцитов крови, экстрокорпоральные и электрохимические методы детоксикации.
Киртадзе Д. Г. имеет Высшую квалификационную категорию по специальности «Хирургия» и по специальности «Организация здравоохранения и общественное здоровье». Как клиницист, учёный, и педагог, он много внимания уделяет воспитанию молодых специалистов, совмещая работу Президента Госпиталя с работой на кафедре факультетской хирургии медицинского института Российского университета дружбы народов в должности профессора.
Под его руководством были защищены 4 кандидатских и 1 докторская диссертации.
Профессор Д. Г. Киртадзе является активным инициатором и пропагандистом внедрения высокоэффективных, высокотехнологичных, современных методов диагностики и лечения больных пожилого и старческого возраста с высоким риском анестезии и развития осложнений.
Благодаря вышеизложенным достижениям, Д. Г. Киртадзе удалось в 2 раза снизить летальность и количество послеоперационных осложнений с 7,2 % до 2,1 %, что для больных пожилого и старческого возраста являются очень хорошими показателями.
Врач широкой эрудиции, наделенный незаурядным организаторским талантом, Д. Г. Киртадзе вызывает у сотрудников и больных уважение, восхищение и признательность. Он человек глубокой культуры, доброжелательности, такта и оптимизма.

## Награды и благодарности
— 1997 г. за большой вклад в дело организации специализированной медицинской помощи инвалидам и участникам войны награждён медалью «В память 850-летия г. Москвы».
— 07.12.2000 г. награждён «Сертификатом в знак искреннего уважения Федерацией Шито-рю каратэ-до Кофукаи России признанием своим Почётным Членом».
— 2002 г. награждён Почётной грамотой Комитета здравоохранения г. Москвы "За высокий уровень организации оказания своевременной и высококвалифицированной медицинской помощи пострадавшим в результате террористического акта 23-26 октября 2002 г.
— 2003 г. объявлена Благодарность «За большой личный вклад по оказанию высококвалифицированной и современной медицинской помощи сотрудникам органов внутренних дел».
— 27.03.2003 г. выдана «Благодарность за большой личный вклад по оказанию высококвалифицированной и своевременной медицинской помощи сотрудникам органов внутренних дел» полковником полиции М. И. Суходольским.
— 27.10.2003 г. награждён «Медалью „За боевое содружество“ за активное участие и личный вклад в укрепление боевого содружества, военного сотрудничества и оказание практической помощи в патриотическом воспитании сотрудников органов внутренних дел» Врио Министра генерал — полковником Р. Г. Нургалиевым.
— 2004 г. награждён "Почетной грамотой за организацию и обеспечение своевременной высококвалифицированной медицинской и психологической помощи пострадавшим в дни трагических событий в культурном центре на Дубровке «Норд — Ост» Префектом ЮВАО г. Москвы В. Б. Зотовым.
— 21.04.2005 г. награждён «Медалью „Честь и польза“ Международным Благотворительным Фондом „Меценаты Столетия“.
— 09.05.2005 г. выдана „Благодарность за большой личный вклад в подготовку и проведение международных мероприятий связанных с празднованием 60-летия Победы в Великой Отечественной войне 1941—1945 гг.“ руководителем Организационного комитета по подготовке мероприятий, связанных с празднованием 60-летия Победы в ВОВ 1941—1945 гг. В. И. Кожиным.
— 30.05.2005 г. выдана „Благодарность за оказание практической помощи медицинским учреждениям системы Министерства внутренних дел РФ“ заместителем Министра генерал-майором милиции М. И. Суходольским.
— 24.10.2005 г. награждён „Орденом Петра Великого II степени за услуги и большой личный вклад в развитие и укрепление Государства Российского“ президентом Академии проблем безопасности, обороны и правопорядка В. Шевченко.
— 31.05.2006 г. награждён „Арбалетом Кайман — М“ с оптическим прицелом за добросовестное выполнение служебного долга, высокий профессионализм и активную работу по оказанию медицинской помощи сотрудникам и ветеранам органов внутренних дел и внутренних войск МВД РФ» заместителем Министра генерал — лейтенантом милиции А. П. Новиковым.
— 11.12.2006 г. награждён «Золотым почётным знаком „Общественное признание“ за большой вклад в оказание медико — реабилитационной духовной поддержки ветераном ВОВ и боевых действий, а также членам их семей, активную высоконравственную гражданскую позицию».
— 18.06.2007 г. объявлена Московским комитетом ветеранов войны Благодарность «За трудолюбие, доброжелательность и высокий профессионализм в борьбе за здоровье участников войны и ветеранов военной службы».
— 08.10.2008 выдана «Благодарность за активное участие в лечении и реабилитации сотрудников органов внутренних дел и военнослужащих внутренних войск МВД РФ, выполняющих служебный долг в Северо-Кавказском регионе» Врио Министра генерал-лейтенантом милиции М. И. Суходольским.
— июнь 2009 г. выдана «Благодарность за плодотворное сотрудничество и предоставляемую возможность медицинской реабилитации ветеранов Главного управления МЧС России по г. Москве» — начальником Главного управления МЧС России по г. Москве генерал — лейтенантом А. М. Елисеевым
— 09.05.2010 г. выдана «Благодарность за активное участие в организации и проведении юбилейных мероприятий, посвящённых 65-летию Победы в ВОВ 1941—1945 гг.» первым заместителем мэра Москвы в правительстве Москвы Л. И. Швецовой.
— 21.09.2010 г. награждён «Почетной грамотой за большой вклад в развитие здравоохранения г. Москвы, многолетнюю плодотворную работу по оказанию высококвалифицированной медицинской помощи» председателем Совета Федерации Федерального Собрания С. М. Мироновым.
— 31.05.2011 г. награждён гербом из хрусталя «За активное содействие в деятельности и оказании практической помощи Министерству внутренних дел РФ» — генералом — полковником милиции М. И. Суходольским.
— 24.06.2011 г. награждён «Сертификатом Лауреата за Лучшее предприятие, финансируемое из бюджета» управляющий директор ОАО «Мосэнергосбыт» П. А. Синютиным.
— 2011 г. награждён «Грамотой за активное участие в реализации Программы комплексного развития Таганского района в 2011 г.» главой управы Таганского района г. Москвы З. Н. Ясенковой.
— 18.03.2015 г. присуждена «Премия им. А. Н. Косыгина» президентом Российского союза товаропроизводителей О. Н. Сосковец
09.05.2015 г. выдана «Благодарность за активное участие в подготовке и проведении мероприятий, связанных с празднованием 70-летия Победы в ВОВ 1941—1945 гг.» руководителем Организационного комитета С. Ивановым.
— 2016 г. выдано «Благодарственное письмо за успешную работу по подготовке и проведению выборов депутатов Государственной Думы Федерального Собрания Российской Федерации седьмого созыва» председателем Московской городской избирательной комиссии В. П. Горбуновым.
— 31.05.2016 г. Поздравление с Днем рождения от Министра Внутренних дел Российской Федерации В.А. Колокольцева
— 2016 г. выдана Благодарность Комитета Государственной Думы по труду, социальной политике и делам ветеранов - За весомый личный вклад в развитие отечественного здравоохранения, председателем Комитета Я.Е. Ниловым.
— 2017 г. награждён на ежегодной Федеральной премии Офицеры России "Дипломом в номинации «На страже здоровья».
— 09.2017 г. выдана «Благодарность за большой вклад в развитие государственной системы здравоохранения города Москвы и многолетний добросовестный труд» мэром г. Москвы С. С. Собяниным.
— 31.05.2019 г. выдана «Благодарность за большой вклад в развитие отечественного футбола» президентом Российской футбольной премьер-лиги С. Г. Прядкиным.
— 25.11.2019 г. награждён «Почетной грамотой за оказание помощи в выполнении возложенных на МВД России задач» Министром, генералом полиции РФ В. Колокольцевым.
— 21.06.2020 г. выдана «Благодарность в честь празднования дня медицинского работника» председателем Профсоюза работников здравоохранения г. Москвы С. В. Ремизовым.
— 05.08.2020 г. выдана «Благодарность за большой вклад в организацию проведения Общероссийского голосования по вопросу одобрения изменений в Конституцию Российской Федерации на территории Центрального административного округа г. Москвы» префектом ЦАО В. В. Говердовским.
— 10.08.2021г. награжден нагрудным знаком «За мужество и доблесть в борьбе с COVID-19» Москва 2020-2021»
— 18.04.2024 г. награжден медалью МЧС России «За содружество во имя спасения» приказом Министерства РФ по делам гражданской обороны, чрезвычайным ситуациям и ликвидации последствий стихийных бедствий, председателем Центрального совета ветеранов МЧС России генерал-полковником Ш.Ш. Дагировым
— 27.05.2024 г. награжден Почетной грамотой Департамента здравоохранения города Москвы за многолетний добросовестный труд в системе столичного здравоохранения и в связи с 75-летним юбилеем, Министром Правительства Москвы руководителем Департамента здравоохранения города Москвы А.И. Хрипуном
— 31.05.2024 г. выдана Благодарность за многолетний добросовестный труд, высокий профессионализм, инициативу, огромный личный вклад в развитие Государственного бюджетного учреждения здравоохранения города Москвы «Госпиталь для ветеранов войн № 1 Департамента здравоохранения города Москвы» и в связи с 75-летним юбилеем, Главным врачом ГБУЗ "ГВВ №1 ДЗМ" К.М. Бугровой
— 27.09.2024 г. награжден медалью «За содействие» в решении возложенных на Следственный комитет Российской Федерации задач, Председателем Следственного комитета РФ генералом юстиции РФ А.И. Бастрыкиным

## Жизнь и деятельность
Жизнь Киртадзе является ярким и многогранным явлением, которое не оставляет равнодушными ни СМИ, ни общественность. Его путь, наполненный значительными достижениями и увлекательными событиями, стал предметом обсуждения в различных печатных и электронных изданиях. Каждая статья, каждая публикация подчеркивает уникальность его личности и вклад в развитие своей области. Журналисты стремились запечатлеть его мысли, идеи и взгляды на мир, делая акцент на тех моментах, которые вдохновляют людей и вызывают резонанс в обществе.
— "Глава Госпиталя для ветеранов войн №1: узнал о захвате «Норд-Оста» первым" // aif.ru
— "После штурма" // kp.ru
— Демури Киртадзе: "Семин устроил нам забег с Ярдошвили. Выдержал 20 метров" // sport-express.ru
— Профессор, который помогает Сёмину гнать вперед «Локомотив» // mk.ru
— "Злые болеют чаще" // doctor.rambler.ru

## Научные труды
1. Влияние гемосорбции на липидный обмен и гемокоагуляцию у больных пожилого и старческого возраста с атеросклеротической окклюзией артерий нижних конечностей (В. В. Кунгурцев, М. Д. Дибиров, Д. Г. Киртадзе, Р. У. Гаджимурадов, М. М. Адалов. Московский медицинский институт им. Н. А. Семашко. 1996 г.)
2. Тактика хирургического лечения больных пожилого и старческого возраста с диабетическими гангренами нижних конечностей (М. Д. Дибиров, В. В. Кунгурцев, Д. Г. Киртадзе, Р. У. Гаджимурадов, М. М. Адалов. Московский медицинский институт им. Н. А. Семашко. Госпиталь для ветеранов войн № 1. 1996 г.)
3. Экстраанатомическое шунтирование в хирургическом лечении окклюзивных заболеваний брюшной аорты и её ветвей у больных пожилого и старческого возраста. (В. В. Кунгурцев, М. Д. Дибиров, Д. Г. Киртадзе, Р. У. Гаджимурадов, М. М. Адалов. Московский медицинский институт им. Н. А. Семашко. Госпиталь для ветеранов войн № 1. 1996 г.)
4. Диабетические ангиопатии. Методическое пособие для студентов и врачей. М. Д. Дибиров, В. В. Кунгурцев, Д. Г. Киртадзе, А. И. Шиманко, Р. У. Гаджимурадов.1996 г.)
5. Выбор метода лечения хронической артериальной недостаточности в пожилом и старческом возрасте. (М. Д. Дибиров, Д. Г. Киртадзе, Р. У. Гаджимурадов. МГМСУ г. Москва. 2003 г.)
6. Критическая ишемия нижних конечностей у больных пожилого и старческого возраста. Отдаленные результаты лечения. (Д. Г. Киртадзе, М. Д. Дибров, В. В. Савин, Р. У. Гаджимурадов, А. А. Дибиров, М. В. Белоедова. МГМСУ г. Москва. 2003 г.
7. Хирургические методы лечения критической ишемии при диабетической ангиопатии. (М. Д. Дибров, Д. Г. Киртадзе, Р. У. Гаджимурадов, А. Дибиров, В. В. Савин, М. В. Белоедова. МГМСУ г. Москва. 2003 г.)
8. Книга – Автобиография «Не запятнав халат свой белый…». Автор Киртадзе Д.Г., 2024 г.